# Палестинська війна (1947—1949)
Палести́нська війна́ — війна, що велася низкою арабських держав (Єгиптом, Йорданією, Іраком, Сирією, Ліваном, Саудівською Аравією, Єменом) з одного боку та державою Ізраїль — з іншого. В ізраїльській офіційній історіографії Війна́ за незале́жність (івр. מלחמת העצמאות).

## Причини
29 листопада 1947 Генеральна Асамблея ООН прийняла Резолюцію № 181, яка передбачала утворення на території Палестини двох держав: арабської та ізраїльської. Загалом, єврейське населення вітало цей план, але араби відкинули його.
14 травня 1948 Єврейська Національна Рада проголосила створення держави Ізраїль. У ніч проти 15 травня 1948 єгипетські літаки бомбардували Тель-Авів, й армії 5 арабських держав почали військові дії проти євреїв.

## Перебіг
Арабську єдність підривали гострі суперечності. Армія визволення Палестини підкорялася великому муфтію Єрусалима. З усіх арабських країн лише одна Йорданія мала сучасну армію — Арабський легіон, яким командував англієць генерал Джон Глабб. Король Йорданії формально став головнокомандувачем Арабських Збройних сил.
Однак, незважаючи на розкол арабських сил і якісну перевагу армії Ізраїлю, на початковому етапі воєнні дії в Палестині розвивалися на користь арабських країн. Арабський легіон завоював центральну частину Палестини, включаючи стару частину Єрусалима. Іракські війська здобули ряд міст (Наблус, Дженін), єгипетські війська зайняли Беер-Шеву.
Ізраїль спирався на підтримку світового співтовариства, яка полягала в наданні йому військової допомоги, в тому числі Сполученими Штатами та СРСР.
З трибуни ООН радянські представники (в тому числі і представник УРСР) вимагали виведення арабських військ з території Ізраїлю. Значну допомогу надали Ізраїлю також країни Соцтабору: Чехословаччина, Угорщина, Польська республіка, Румунська Народна Республіка, Народна Республіка Болгарія.

## Результати

Відмінності від плану ООН за підсумками Палестинської війни: територія, призначена для майбутньої єврейської держави та на якій 14 травня 1948 року був проголошений Ізраїль
----
територія, призначена для майбутньої арабської держави та захоплена Ізраїлем під час війни територія, призначена для майбутньої арабської держави та захоплена Єгиптом та Йорданією під час війни
----
частина міста зі Єрусалим, захоплена Ізраїлем під час війни частина міста зі спеціальним міжнародним режимом Єрусалим, захоплена Йорданією під час війни

Відтак, Ізраїль завдав арабам ряд поразок і захопив значну частину територій, виділених ООН для створення арабської палестинської держави, частину Єрусалима. Західний берег річки Йордан і східна частина Єрусалима були анексовані Йорданією. Сектор Гази відійшов під контроль Єгипту.
Війна завершилася в лютому—липні 1949 укладенням Ізраїлем угод про перемир'я з Єгиптом (24 лютого), Йорданією (3 квітня), Сирією (20 липня). Угоди мали тимчасовий характер і не врегулювали остаточно територіальні питання. Переговори проходили на грецькому острові Родос за посередництва представників ООН. Делегати арабських країн спілкувалися з ізраїльською делегацією лише через представників ООН, підкреслюючи таким чином своє невизнання законності існування держави Ізраїль. Згідно з угодами про перемир'я між Ізраїлем і арабськими країнами були встановлені тимчасові кордони (Зелена лінія), по обидві сторони яких створювалися демілітаризовані зони. Контроль за додержанням перемир'я покладався на спеціальну комісію ООН.